# Dan Waern
Dan Waern (né le 17 janvier 1933 à Sköldinge) est un athlète suédois, spécialiste du 1 500 mètres.

## Biographie
Le 11 juillet 1957 à Turku, il termine quatrième de la course qui voit les Finlandais Olavi Salsola et Olavi Salonen battre le record du monde du 1 500 mètres en 3 min 40 s 2 ; il est aussi devancé par Olavi Vuorisalo. En 1958, Dan Waern remporte la médaille d'argent sur 1 500 mètres, lors des Championnats d'Europe, derrière le Britannique Brian Hewson.

### Palmarès
| Date | Compétition           | Lieu      | Résultat | Performance  |
| ---- | --------------------- | --------- | -------- | ------------ |
| 1958 | Championnats d'Europe | Stockholm | 2e       | 3 min 42 s 1 |
| 1960 | Jeux olympiques       | Rome      | 4e       | 3 min 40 s 0 |

### Records
| Épreuve      | Performance  | Lieu     | Date |
| ------------ | ------------ | -------- | ---- |
| 1 500 mètres | 3 min 38 s 6 | Göteborg | 1960 |